# مطرناغة (امطرناغة)
مطرناغة هي إحدى مشيخات المملكة المغربية، تتبع جغرافيا لإقليم صفرو وإداريًا لامطرناغة. يقدر عدد سكانها بـ 1826 نسمة حسب الإحصاء الرسمي للسكان والسكنى لسنة 2004.